# Яншихово-Челли
Янши́хово-Челли́ (рос. Яншихово-Челлы, чув. Еншик Чуллă) — присілок у складі Красноармійського району Чувашії, Росія. Адміністративний центр Яншихово-Челлинського сільського поселення.
Населення — 512 осіб (2010; 613 у 2002).
Національний склад:
- чуваші — 99 %